# Chit Phumisak
Chit Phumisak (também romanizado como Jit Poumisak; em tailandês:  จิตร ภูมิศักดิ์; 25 de setembro de 1930 - 5 de maio de 1966) foi um historiador marxista, ativista, autor, filólogo, poeta, compositor e revolucionário comunista tailandês.  Sua obra mais influente é o livro Chomna Sakdina Thai [em português: A Face do Feudalismo Tailandês], escrito em 1957 sob o pseudônimo de Somsamai Sisutphan (สมสมัย ศรีศูทรพรรณ). Outros pseudônimos usados por ele incluem Kawi Kanmueang (กวีการเมือง) e Kawi Si Sayam (กวี ศรีสยาม). Jit já foi descrito como o "Che Guevara da Tailândia".

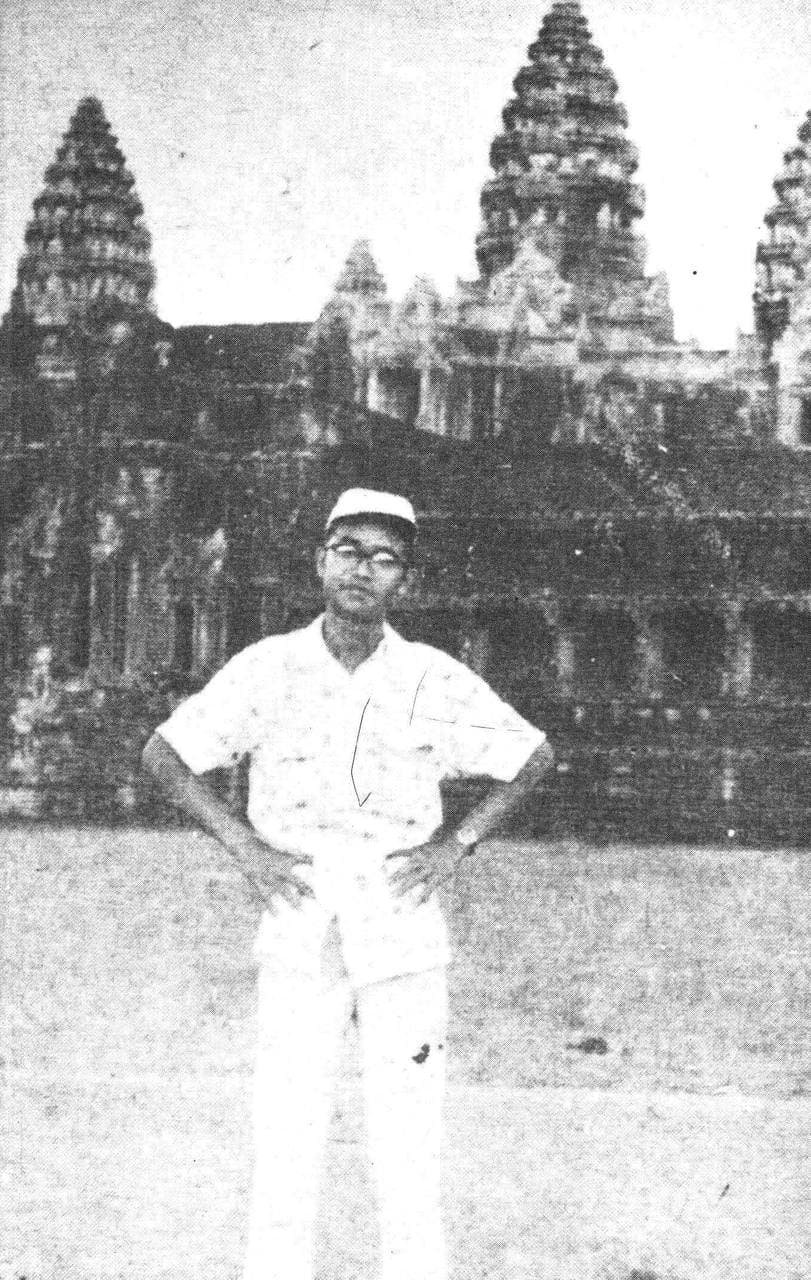
Chit Phumisak em Angkor Wat no Camboja

Jit nasceu numa família pobre na província de Prachinburi, no leste da Tailândia. Ele estudou filologia e história na Universidade Chulalongkorn, em Bangkok. Foi durante esse período como estudante que o rapaz foi exposto pela primeira vez ao marxismo. Isso se deu porque em 1953 ele foi contratado pela embaixada dos EUA para ajudar William J. Gedney - um linguista americano que trabalhava na Tailândia - a traduzir o Manifesto Comunista para o tailandês (numa tentativa de assustar o governo tailandês e pressioná-lo a tomar uma posição mais dura contra o comunismo).
A obra de Jit era antinacionalista e progressista e era vista como uma ameaça ao estado pelo governo duramente anticomunista de Sarit Thanarat. Ele foi preso em 1957, rotulado de comunista e, após seis anos de prisão, foi declarado inocente por um tribunal e libertado.
Em 1965, ele se juntou ao Partido Comunista da Tailândia, que estava instalado  nas selvas das Montanhas Phu Phan, na província de Sakhon Nakhon. No dia 5 de maio de 1966, ele foi baleado e morto por autoridades do governo próximo da vila de Nong Kung, no distrito de Waritchaphum. Seu corpo foi queimado sem que nenhuma cerimônia adequada fosse realizada. Apenas em 1989 seus restos mortais foram finalmente colocados em um stupa num templo próximo, o Wat Prasittisangwon.

## Trabalhos selecionados

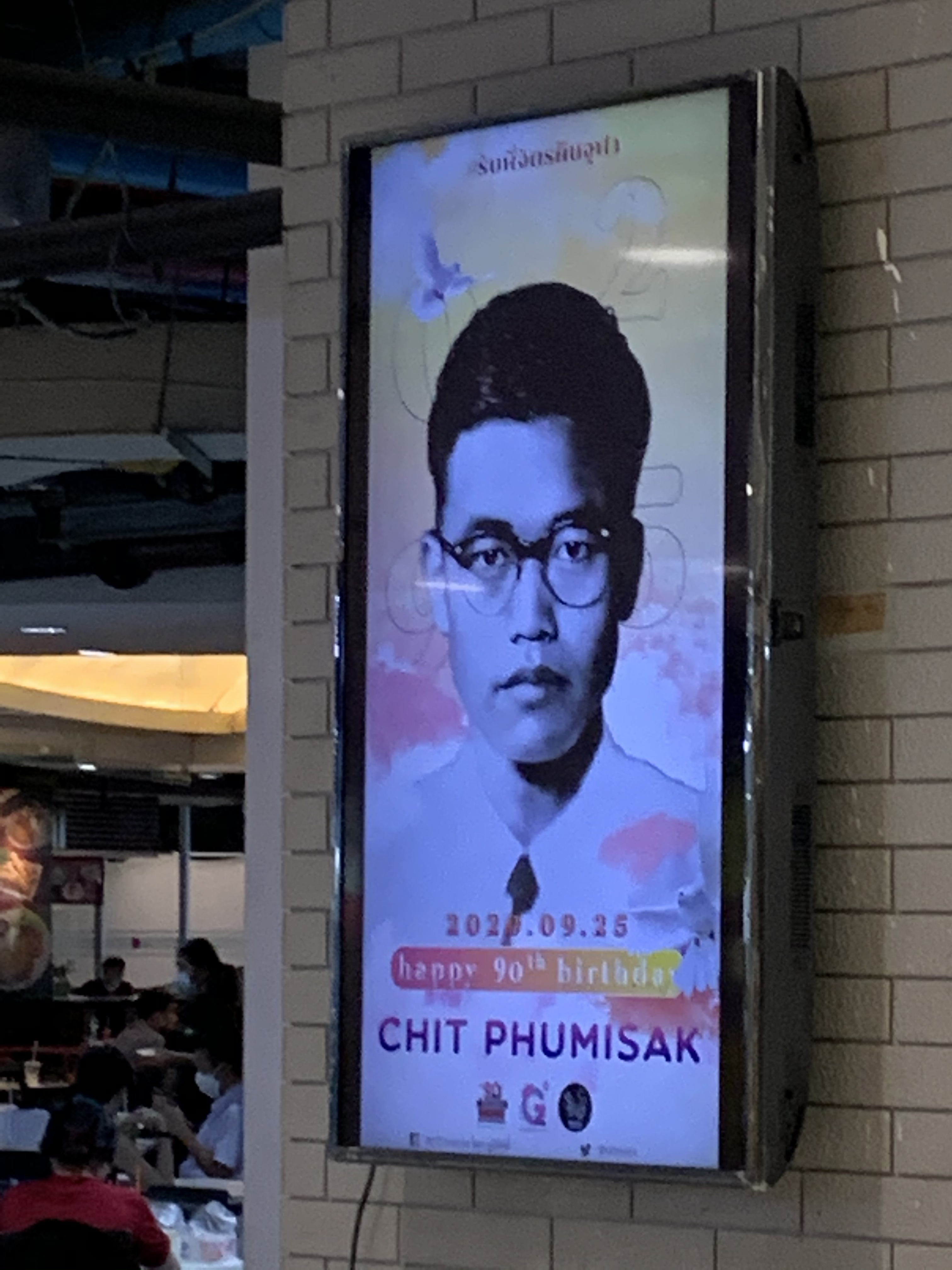
Um outdoor celebrando o aniversário de Chit em 2020 em Bangkok

- โฉมหน้าศักดินาไทย (Chomna Sakdina Thai; "A verdadeira face do feudalismo tailandês")
- รวมบทกวีและงานวิจารณ์ศิลปวรรณคดีของกวีการเมือง (Ruam botkawi lae ngan wichan sinlapawankhadi khong Kawi Kanmueang; "Poemas coletados e resenhas literárias de 'Poeta Político'"), sob o pseudônimo de "Kawi Kanmueang"
- ความเป็นมาของคำสยาม ไทย, ลาว และขอม และลักษณะทางสังคมของชื่อชนชาติ ( Khwampenma khong kham Sayam Thai Lao lae Khom lae laksana thangsangkhom khong chue chonchat; "Etimologia dos termos Sião, Tailandês, Lao, e Khom, e as Características Sociais dos Demônimos")
- ตำนานนครวัด ("Tamnan nakhon wat"; "A História de Angkor Wat")
- เพลง "แสงดาวแห่งศรัทธา" ("Phleng Sangdao Hang Sattha"; "Crônicas das Estrelas da Fé")
- เพลง "ภูพานปฏิวัติ" ("Phleng Phuphan Patiwat"; "Crônicas da Revolução de Phuphan")